# Cristian Ledesma
Cristian Raúl Ledesma (San Isidro, Buenos Aires; 29 de noviembre de 1978). Es un exfutbolista y actual entrenador.
Jugaba de mediocampista y se destacó por su hermosa pisada, su control de pelota, un buen primer pase, su ubicación en el campo y por jugar simple.

## Trayectoria

### Como jugador
Se inició futbolísticamente en el Baby Fútbol de Atlético Boulogne, jugó al Fútbol Infantil en Defensores de Belgrano y de ahí pasó a Argentinos Juniors, donde compartió equipo en juveniles con Juan Román Riquelme, César La Paglia, Emanuel Ruiz, Mariano Herrón y Nicolás Cambiasso, entre otros.
Debutó en Argentinos Juniors de la mano de Osvaldo "Chiche" Sosa y después de 2 temporadas fue transferido a River, donde fue campeón del Torneo Apertura 1999, del Torneo Clausura 2000 y del Torneo Clausura 2002 con Ramón Díaz como DT, en un recordado mediocampo compartido con Esteban Cambiasso y un plantel de gran jerarquía: Eduardo Coudet, Ariel Ortega, Andrés D'Alessandro y Fernando Cavenaghi, entre otros
Por su buen rendimiento fue adquirido por el Hamburgo de Alemania, donde no tuvo continuidad. En julio de 2003 fue transferido a préstamo al Monterrey de México, que venía de ser campeón del Torneo Clausura 2003 bajo la conducción de Daniel Passarella. Luego pasó a préstamo por Colón de Santa Fe (2004), River (2004-2005) y Racing (2005), hasta llegar libre a Argentinos Juniors para jugar durante el 2006  
En 2007 llegó a San Lorenzo, club del cual es hincha, y se reencontró con Ramón Díaz, donde fue campeón del Torneo Clausura 2007 con un rendimiento muy destacado en un equipo que lo tenía como eje de juego. En abril de 2007 fue convocado por Alfio Basile por primera vez a la Selección Argentina para un amistoso frente a Chile preparatorio para la Copa América 2007, competencia a la que finalmente no fue convocado.
Su gran torneo le abrió las puertas del fútbol griego para jugar en el Olympiacos, donde obtuvo 3 títulos y fue titular en gran parte de la Champions League 2007-2008, siendo eliminados en octavos de final por el Chelsea, que luego sería subcampeón 
A mediados de 2008 volvió a préstamo a San Lorenzo para jugar el Torneo Apertura 2008 que terminó con el equipo primero al igual que Boca y Tigre y se definió con un recordado triangular que consagró al conjunto xeneixe. En octubre de 2008, debido a sus buenos rendimientos, fue convocado para la Selección Argentina que conducía Alfio Basile en las Eliminatorias para Sudáfrica 2010, ingresando en la victoria 2-1 frente a Uruguay en reemplazo de Juan Román Riquelme.
Volvió una temporada más al Olympiacos y en julio de 2010 regresó a Argentina para jugar nuevamente en Colón de Santa Fe
En julio de 2011, cuando River descendió, fue unos de los refuerzo en la B Nacional pero jugó muy poco bajo la conducción de Matias Almeyda.
Con el regreso de River a Primera y la llegada de Ramón Díaz al banco se ganó la titularidad y el cariño definitivo del hincha de River, coronándose campeón del Torneo Final 2014 y marcando su primer y único gol en el millonario el día de la consagración frente a Quilmes, que sería su despedida del club con una ovación para el recuerdo
Pese al ofrecimiento de continuar en River, decidió no renovar su contrato y volver a jugar la segunda mitad del año en la B Nacional para su primer club, Argentinos Juniors, que recientemente había descendido y tenía la necesidad de volver a Primera. Compartió plantel junto a Juan Román Riquelme y Matías Caruzzo, quienes también regresaban para ascender con el club de La Paternal que dirigía Claudio Borghi. Una vez conseguido el objetivo, renovó su vínculo y se consolidó como referente del plantel e ídolo del club, donde se retiró del fútbol profesional a mediados de 2016
En 2017 se programó su partido despedida en el Estadio Diego Armando Maradona pero debió ser postergado debido al retraso del inicio del torneo local

### Como entrenador
Formación
En sus últimos años como jugador empezó a estudiar para Director Técnico de Fútbol en la Escuela de Técnicos de Vicente López, donde compartió la cursada con Danilo Gerlo, Damián Facciuto, Enzo Kalinski, Andrés D´Alessandro y Guillermo Pereyra, entre otros.
Sobre su futuro como DT, declaró que su idea es "tratar de ser una persona cercana al jugador, poder transmitirle con claridad lo que quiero para el equipo, que sienta confianza en mí, que sepa bien a lo que juega el equipo. Lo principal es tener ese trato cercano al jugador. Sin ser amigo, que se sienta bien. Porque el jugador es el que gana los partidos" 
En octubre y noviembre de 2017 realizó un viaje junto a Martín Aguirre por Inglaterra y España donde se reunió con Mauricio Pellegrino en Liverpool, con Eduardo Berizzo en Sevilla y observó entrenamientos del Tottenham de Mauricio Pochettino para seguir perfeccionándose
Tigre
Su primera experiencia como entrenador fue en el Club Atlético Tigre de la Superliga Argentina, donde asumió en enero de 2018 sucediendo en el cargo a Ricardo Caruso Lombardi para la segunda parte de la Superliga 2017-2018
Recibió al equipo anteúltimo en la tabla de posiciones con sólo 8 puntos en 12 partidos y comprometido con el promedio del descenso. El plantel se reforzó con Ignacio Canuto, Matías Pérez Acuña, Sebastián Prediger, Diego "Cachete" Morales, Federico González y Walter Montillo (que se lesionó en la pretemporada y no pudo jugar hasta agosto) entre otros. Dirigió 15 partidos, consiguió 16 puntos y, pese a merecer más, mantuvo la categoría varias fechas antes del final superando en la tabla a Chacarita, Arsenal, Temperley y Olimpo, equipos que descendieron.  
Para la Superliga 2018-2019, por el sistema de promedios del descenso de Argentina que tiene en cuenta las últimas 3 temporadas, Tigre comenzó en el último puesto, lo que obligaba a una gran campaña para mantener la categoría. Se reforzó con Augusto Batalla, Gonzalo Marinelli, Néstor Moiraghi, Lucas Rodríguez, Jorge Ortiz, Juan Ignacio Cavallaro, Diego Vera y Hugo Silveira entre otros y contaba con el regresos de sus lesiones de Martín Galmarini y Walter Montillo. Pese a un inicio invicto y prometedor (1 victoria y 3 empates) donde el equipo convirtió 8 goles en 4 partidos, las derrotas contra Atlético Tucumán y Huracán determinaron el final de su ciclo. 
La remontada al final de la Superliga y la obtención de la Copa de la Superliga con Gorosito como conductor revalorizó el trabajo de Ledesma en Tigre, cosechando elogios de los referentes del club como Carlos Luna, Sebastián Prediger, Gonzalo Marinelli y el presidente de la institución Ezequiel Melaraña

## Clubes

### Como jugador
| Club                   | País      | Año       |
| ---------------------- | --------- | --------- |
| Argentinos Juniors     | Argentina | 1997-1999 |
| River Plate            | Argentina | 1999-2002 |
| Hamburgo               | Alemania  | 2002-2003 |
| Monterrey              | México    | 2003      |
| Colón                  | Argentina | 2004      |
| River Plate            | Argentina | 2004-2005 |
| Racing Club            | Argentina | 2005      |
| Argentinos Juniors     | Argentina | 2006      |
| San Lorenzo de Almagro | Argentina | 2007      |
| Olympiacos             | Grecia    | 2007-2008 |
| San Lorenzo de Almagro | Argentina | 2008-2009 |
| Olympiacos             | Grecia    | 2009-2010 |
| Colón                  | Argentina | 2010-2011 |
| River Plate            | Argentina | 2011-2014 |
| Argentinos Juniors     | Argentina | 2014-2016 |

### Como entrenador
| Club  | País      | Año  |
| ----- | --------- | ---- |
| Tigre | Argentina | 2018 |

## Estadísticas

### Como jugador
| Club                   | País      | PJ  | Goles |
| ---------------------- | --------- | --- | ----- |
| Argentinos Juniors     | Argentina | 107 | 5     |
| River Plate            | Argentina | 153 | 1     |
| Hamburgo               | Alemania  | 16  | 0     |
| Monterrey              | México    | 16  | 0     |
| Colón                  | Argentina | 41  | 0     |
| Racing Club            | Argentina | 5   | 0     |
| San Lorenzo de Almagro | Argentina | 57  | 3     |
| Olympiacos FC          | Grecia    | 32  | 0     |

### Como entrenador
| Club                 | País                 | Año                  | PJ | PG | PE | PP | GF | GC | DIF | EFECT  |
| -------------------- | -------------------- | -------------------- | -- | -- | -- | -- | -- | -- | --- | ------ |
| Tigre                | Argentina            | 2018                 | 23 | 5  | 10 | 8  | 26 | 29 | -3  | 36.23% |
| Total en sus equipos | Total en sus equipos | Total en sus equipos | 23 | 5  | 10 | 8  | 26 | 29 | -3  | 36.23% |

## Títulos

### Campeonatos nacionales
| Título               | Club        | País      | Año      |
| -------------------- | ----------- | --------- | -------- |
| Primera División     | River Plate | Argentina | A-1999   |
| Primera División     | River Plate | Argentina | C-2000   |
| Primera División     | River Plate | Argentina | C-2002   |
| Copa de la Liga      | Hamburgo    | Alemania  | 2003     |
| Primera División     | San Lorenzo | Argentina | C-2007   |
| Supercopa de Grecia  | Olympiacos  | Grecia    | 2007     |
| Superliga de Grecia  | Olympiacos  | Grecia    | 2007-08  |
| Copa de Grecia       | Olympiacos  | Grecia    | 2007-08  |
| Primera B Nacional   | River Plate | Argentina | 2011-12  |
| Primera División (5) | River Plate | Argentina | F - 2014 |
| Copa Campeonato      | River Plate | Argentina | 2014     |